# Rhododendron asperulum
Rhododendron asperulum är en ljungväxtart som beskrevs av Hutchinson och F. K. Ward. Rhododendron asperulum ingår i släktet rododendron, och familjen ljungväxter. Inga underarter finns listade i Catalogue of Life.